# Psychotria soteropolitana
Psychotria soteropolitana är en måreväxtart som beskrevs av Johannes Müller Argoviensis. Psychotria soteropolitana ingår i släktet Psychotria och familjen måreväxter. Inga underarter finns listade i Catalogue of Life.